# Estadio Kamuzu
El Estadio Kamuzu es un estadio multiusos en Blantyre, Malaui.  El estadio tiene una capacidad para 50 000 espectadores y es usando frecuentemente para los partidos de la selección nacional y el Bullets FC de la Primera División de Malaui.
El estadio inicialmente se llamaba "Estadio Rangeley", para conmemorar al funcionario británico William Rangeley. Pero más tarde fue cambiado de nombre a "Estadio Kamuza", en honor al primer presidente de Malaui, Hastings Kamuzu Banda; debido a que con él, Malaui obtuvo su independencia de Gran Bretaña. Después de concluido el mandato de Kamuzu, el estadio cambió de nombre a "Estadio Chichiri", bajo el mandato del presidente Bakili Muluzi. Sin embargo; en el 2004 bajo el mandato de Bingu wa Mutharika, el recinto regresó a tomar el nombre de "Estadio Kamuzu", nombre con el que se mantiene hasta la actualidad.
En el 2008; la FIFA, a través de su programa META, patrocinó la renovación del césped natural por un más moderno césped artificial. Este campo de grass sintético pudo ser fabricado e instalado por la empresa ACT Global.